# Rambong Rayeuk
Rambong Rayeuk is een bestuurslaag in het regentschap Nagan Raya van de provincie Atjeh, Indonesië. Rambong Rayeuk telt 213 inwoners (volkstelling 2010).